# Jason Voorhees

Jason Voorhees je izmišljena oseba, ki se prvič pojavi v filmski grozljivki Petek trinajstega in postane glavni antagonist v nadaljevanjih. Njegov zaščitni znak sta hokejska maska čez obraz in mačeta, ki je njegovo glavno orožje. Pojavi se v vseh filmih v seriji, večinoma kot lik, le v filmu Friday the 13th: A New Beginning predstavlja samo motiv za umore. Skozi leta so ga upodobili številni igralci in kaskaderji, najbolj znan od njih je Kane Hodder, ki je bil Jason v štirih zaporednih filmih. Lik je na račun uspeha serije postal ameriška pop kulturna ikona.
Jasona Vorhees-a je ustvaril Victor Miller.

## Filmska podoba
Jason se je rodil kot deformiran otrok in so ga vrstniki pogosto nadlegovali ter zmerjali. Še kot otrok je med bivanjem v kampu Crystal Lake (kasneje imenovan tudi Camp Blood - krvavi kamp ali kamp krvi) zaradi malomarnosti učiteljev utonil v istoimenskem jezeru. Od tod izvira tudi njegov strah pred vodo, ki se nadaljuje še v odrasli dobi. Njegova Pamela Vorhees, je bila ravno takrat kuharica v kampu Crystal Lake. Ko je izvedela za Jasonovo smrt, je pobila učitelje, vendar je zadnje in edino preživelo dekle Alice Hardy vzelo mačeto ter ji odsekalo glavo. Dekle so rešili in jo odpeljali v bolnišnico. Jason za tem vstane od mrtvih in ko izve za mamino smrt, poišče preživelo dekle ter jo neusmiljeno prebode z izvijačem skozi glavo. Nato se skrije v kamp Crystal Lake in kruto ubije vsakogar, ki pride tja. Jasona navadno ubijejo v vsakem delu, vendar se vsakič skrivnostno vrne. 
Od prvega do sedmega dela je Jasona lahko premagati z orožji, vendar v šestem delu, Friday the 13th Part VI: Jason Lives, vstane iz groba ter postane nesmrten, dobi tudi nadnaravno moč. V osmem delu (Friday the 13th Part VIII: Jason Takes Manhattan) lovi skupino srednješolcev, ki se odločijo za križarjenje po morju. Na ladji so ubiti vsi razen nekega dekleta, njenega fanta, prijatelja in profesorja, ki Jasonu pobegnejo v Manhattan. Jason uspešno obračuna z vsemi, razen s fantom in dekletom. Ona z zadnjimi močmi premaga Jasona, le-ta pa se potem znova vrne. V 9. delu (Jason Goes to Hell: The Final Friday) ga vojaki razstrelijo na kose, vendar zdravnik pri obdukciji iznenada poje njegove možgane, Jason pa se nato premika v obliki nekakšne majhne pošasti, ki kmalu najde pravo truplo, iz tega pa spet nastane pravi Jason. Jasona dokončno ne ubije niti Freddy Krueger, antagonist iz grozljivke Mora v Ulici brestov, v križancu obeh franšiz Freddy vs Jason.

## Upodobitve v filmih/igralci
Jasona Vooheesa je v filmih upodobilo več igralcev in kaskaderjev:
- Kane Hodder
- Ari Lehman (upodobil Jasona kot otroka)
- Ted White
- Tom Morga
- Warrington Gillette
- Dick Wieand
- Richard Brooker
- C. J. Graham
- Tim Mirkovich
- Ken Kirzinger
- Derek Mears